# Metaclazepam
Metaclazepam ist ein Arzneistoff aus der Gruppe der Benzodiazepine und besitzt amnestische, anxiolytische, antikonvulsive, hypnotische, sedative und muskelrelaxierende Potenziale. Die sedierenden und muskelrelaxierenden Eigenschaften sind nur sehr schwach, die anxiolytischen besonders stark ausgeprägt. Dies war der Grund, weshalb es in der Medizin als Anxiolytikum Verwendung fand.
Metaclazepam wurde 1988 von Kali Chemie unter dem Fertigarzneimittelnamen Talis auf den Markt gebracht. Es ist heute weltweit nicht mehr im Handel.

## Pharmakokinetik
Nach oraler Einnahme von Metaclazepam werden die maximalen Plasmakonzentrationen innerhalb von 0,33–1,33 Stunden erreicht. Die Bioverfügbarkeit beträgt lediglich 40–75 %. Vermutlich liegt dies an einem besonders hohen First-Pass-Effekt oder an einer unvollständigen Resorption. Die Halbwertszeit von Metaclazepam selbst beträgt 12 Stunden, die seines aktiven Metaboliten N-Desmethylmetaclazepam 12–16 Stunden. Die Äquivalenzdosis zu 10 mg Diazepam beträgt 15 mg.

## Nebenwirkungen
Besonders in höherer Dosierung oder zu Anfang der Behandlung können Schwindel, Müdigkeit oder Koordinationsstörungen auftreten. In seltenen Fällen kann eine paradoxe (gegensätzliche) Wirkung mit Erregung (Angst, Aggressivität, agitierter Verwirrtheitszustand) auftreten, die keinesfalls mit Dosissteigerung beantwortet werden darf.
Metaclazepam weist wie alle Arzneistoffe aus der Benzodiazepin-Klasse ein hohes Abhängigkeits- und Missbrauchspotenzial auf.

## Handelsnamen
Monopräparate
Talis (D, AT nicht mehr im Handel)